# Tanguiéta
Tanguiéta è una città situata nel dipartimento di Atakora nello Stato del Benin con 63 201 abitanti (stima 2006).

## Geografia fisica
Situato nella parte nord-occidentale del paese, confina a nord con il Burkina Faso, a sud con il comune di Boukoumbé, ad est con Kérou, Kouandé e Toucountouna e ad ovest con Matéri e Cobly.

## Storia
Durante il dominio francese, Tanguiéta era il capoluogo della regione.

## Amministrazione
Il comune è formato dai seguenti 5 arrondissement composti da 39 villaggi:
- Cotiakou
- N'Dahonta
- Taiakou
- Tanguiéta
- Tanongou

## Società

### Religione
La maggioranza della popolazione segue religioni locali (69,0%), seguita dal cattolicesimo (12,0%) e dalla religione musulmana (11,0%).

### Evoluzione demografica
Dal punto di vista etnico la popolazione è principalmente composta da Natimba, Yorouban Zerma, Haousatché, Peulhs, Dendis, Batombou, Fon, Waaba, Bèbèlibè, Bètammaribè, Kountimba, Mossi e Berba.

## Economia
L'economia del comune è principalmente agricola con la coltivazione di cotone ed arachidi destinate all'esportazione. Presente l'allevamento mentre è poco sviluppata la pesca lungo le rive del Pendjari. Sono inoltre sfruttate cave di sabbia, ghiaia ed argilla.

### Turismo
Il comune è la sede del Parco nazionale del Pendjari, meta turistica regionale con grotte, cascate e percorsi pedonali. In città sono presenti festival di folclore e tradizioni locali.

## Sanità
A Tanguiéta opera l'ospedale italiano San Jean de Dieu (San Giovanni di Dio) dei Fatebenefratelli (Ordine ospedaliero di San Giovanni di Dio), nato nel 1970 con 80 posti letto. Oggi ne conta più di 200 ed è stato proposto dall'OMS come modello per la formazione di équipe sanitarie in Benin ed in Burkina Faso. È in grado di operare annualmente alcune migliaia di ricoveri e di interventi chirurgici, nonché altre migliaia di prestazioni ambulatoriali. Funziona inoltre come scuola di specializzazione per studenti, come centro di riferimento per 17 dispensari delle zone limitrofe ed effettua periodicamente campagne di vaccinazione contro tetano, poliomielite, morbillo e meningite.